# Assedio di Marune
L'assedio di Marune (丸根砦の戦い?) fu una battaglia combattuta nel periodo Sengoku (XVI secolo) in Giappone.
Marune era una fortezza di frontiera sotto il comando di Oda Nobunaga. Tokugawa Ieyasu, che al tempo era al servizio del clan Imagawa, catturò il castello durante l'avanzata delle truppe Imagawa che culminò con la fatale disfatta nella battaglia di Okehazama del 1560. Durante l'assedio del castello, Ieyasu utilizzò in maniera efficace il fuoco concentrato dei suoi archibugieri. Nel corso dello scontro perse la vita Sakuma Morishige, il comandante della fortezza, colpito da un proiettile.

## Bibliografia

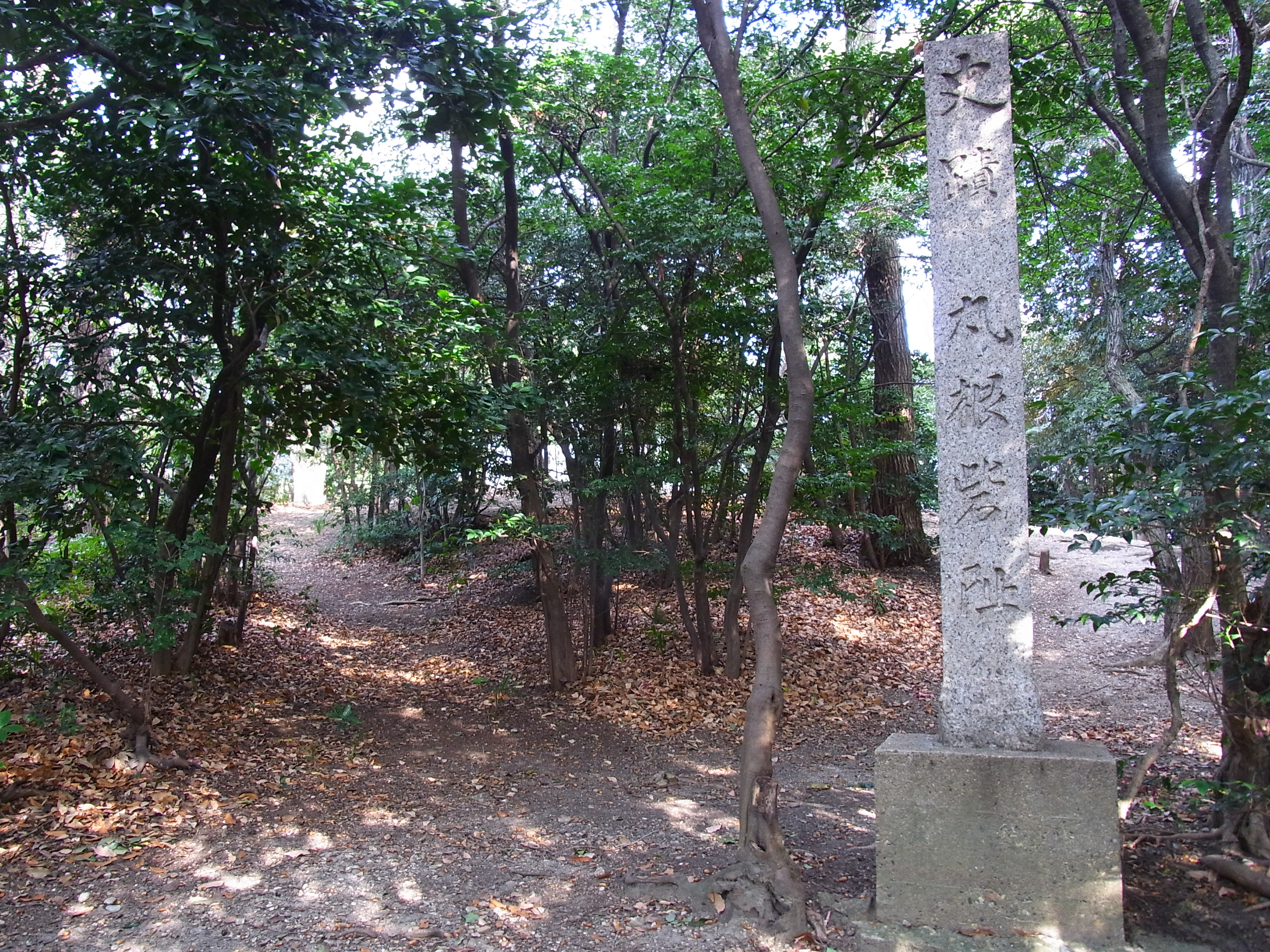
Resti della fortezza di Marune